# Championnats du monde d'escrime 1949
Navigation
Édition précédente Édition suivante
Les quatrièmes championnats du monde d'escrime se déroulent en Égypte.

## Médaillés
| Épreuves           | Or | Argent                                                                                       | Bronze |
| ------------------ | --- | -------------------------------------------------------------------------------------------- | --- |
| Épée               | |                                                                                              | |
| Hommes individuel  | Dario Mangiarotti | René Bougnol                                                                                 | Per Carleson |
| Hommes par équipes | Italie- Roberto Battaglia - Luigi Cantone - Marco Antonio Mandruzzato - Dario Mangiarotti - Edoardo Mangiarotti - Antonio Spallino | Suède- Per Carleson - Hans Drakenberg - Carl Forssell - Rolf Julin                           | Royaume d'Égypte- Salah Dessouki - Mohamed Abdel Rahman - Mahmoud Younes - Maurice Schmeil - Youssef Asfar                        |
| Fleuret            | |                                                                                              | |
| Hommes individuel  | Christian d'Oriola | Renzo Nostini                                                                                | Giuliano Nostini |
| Hommes par équipes | Italie- Manlio Di Rosa - Edoardo Mangiarotti - Giuliano Nostini - Renzo Nostini - Roberto Ferrari - Giorgio Pellini                | France- René Bougnol - Jéhan de Buhan - Christian d'Oriola - Jacques Lataste - Adrien Rommel | Royaume d'Égypte- Osmane Abdel Hafiz - Anouar Taoufik - Salah Dessouki - Hasan Hosni Taoufik - Mahmoud Younes - Mohamed Zoulficar |
| Femmes individuel  | Ellen Müller-Preis | Karen Lachmann                                                                               | Jacqueline Baudot |
| Sabre              | |                                                                                              | |
| Hommes individuel  | Gastone Darè | Giorgio Pellini                                                                              | Vincenzo Pinton |
| Hommes par équipes | Italie- Gastone Darè - Renzo Nostini - Mauro Racca - Vincenzo Pinton - Giorgio Pellini - Vittorio Stagni                           | France- Jacques Lefèvre - Jean Levavasseur - Jean Parent - Jean-François Tournon             | Royaume d'Égypte- Ahmed Abou-Shadi - Salah Dessouki - Mohamed Abdel Rahman - Mahmoud Younes - Mohamed Zoulficar                   |

## Tableau des médailles
| Rang | Nation           | Or | Argent | Bronze | Total |
| ---- | ---------------- | -- | ------ | ------ | ----- |
| 1    | Italie           | 5  | 2      | 2      | 9     |
| 2    | France           | 1  | 3      | 1      | 5     |
| 3    | Autriche         | 1  | 0      | 0      | 1     |
| 4    | Suède            | 0  | 1      | 1      | 2     |
| 5    | Danemark         | 0  | 1      | 0      | 1     |
| 6    | Royaume d'Égypte | 0  | 0      | 3      | 3     |
|      |                  | 7  | 7      | 7      | 21    |